# 1 E3 m
Pentru a înțelege mai bine diversele ordine de mărime ale distanțelor acest articol prezintă o listă comparativă a unor distanțe cuprinse între 1 km și 10 km (1.000 m și 10.000 m). "1 E3" este o notație alternativă pentru 103.
- Distanțe mai mici decât 1 km
- 1.000 metri corespund la:
  - 1 kilometru
  - latura unui pătrat cu aria de 1 km²
- 1 609,344 m -- o milă terestră
- 1 852 m -- o milă marină
- 1 990 m -- Lungimea secțiunii centrale a podului Akashi-Kaikyo, cel mai lung pod de suspensie din lume
- 2 544 m -- Înălțimea vârfului Moldoveanu (în Munții Făgăraș), cel mai înalt vârf din România
- 4 810 m -- Înălțimea vârfului Mont Blanc, cel mai înalt vârf din Europa de vest
- 5 895 m -- Înălțimea muntelui Kilimanjaro, cel mai înalt vârf din Africa
- 6 194 m -- Înălțimea vârfului Mount McKinley, cel mai înalt vârf din America de Nord
- 8 848 m -- Înălțimea Everestului, cel mai înalt punct de pe Pământ
- Distanțe mai mari decât 1 km